# Населення Сумської області
Населення Сумської області станом на лютий 2013 року становило 1142,3 тис. мешканців. 775,4 тис. осіб (67,9% населення області) проживає у 35 міських населених пунктах (15 містах та 20 селищах міського типу). 366,9 тис. осіб (32,1% населення області) у 1498 селах. Густота населення області у 2013 р. становила 47,9 осіб на кв.км, що на 36% менше ніж в середньому по країні.

## Чисельність населення
Історична динаміка чисельності населення області (у сучасних кордонах)
| рік  | населення | місце серед регіонів |
| ---- | --------- | -------------------- |
| 1926 | 1 824 000 |                      |
| 1939 | 1 673 000 | 13                   |
| 1941 | 1 720 000 |                      |
| 1944 | 1 184 000 |                      |
| 1959 | 1 508 294 | 13                   |
| 1970 | 1 504 679 | 17                   |
| 1979 | 1 462 566 | 17                   |
| 1989 | 1 432 652 | 16                   |
| 2001 | 1 299 746 | 17                   |
| 2014 | 1 132 957 | 20                   |

## Природний рух
Показники народжуваності, смертності та природного приросту у 1950–2014 рр.
| коефіцієнт (на 1000 осіб) | 1950 | 1960 | 1970 | 1990 | 2000  | 2010 | 2014 |
| ------------------------- | ---- | ---- | ---- | ---- | ----- | ---- | ---- |
| народжуваності            | 21,6 | 18,4 | 13,2 | 11,5 | 7,0   | 8,9  | 9,2  |
| смертності                | 7,8  | 7,3  | 10,5 | 14,6 | 18,1  | 17,3 | 17,2 |
| природного приросту       | 13,8 | 11,1 | 2,7  | -3,1 | -11,1 | -8,4 | -8,0 |

## Національний склад
У національному складі населення області переважна більшість українців, чисельність яких становила 1152,0 тис. осіб, або 88,8% від загальної кількості населення. Друге місце за чисельністю посідали росіяни. Їхня кількість порівняно з переписом 1989 року зменшилася на 36%  і нараховувала на дату перепису 121,7 тис. осіб.
Історична динаміка національного складу області за даними переписів населення, %
|          | 1939 | 1959 | 1970 | 1989 | 2001 |
| -------- | ---- | ---- | ---- | ---- | ---- |
| українці | 87,3 | 87,9 | 87,2 | 85,5 | 88,8 |
| росіяни  | 11,0 | 11,1 | 11,7 | 13,3 | 9,4  |
| інші     | 1,7  | 1,0  | 1,1  | 1,2  | 1,8  |

Національний склад населення Сумської області станом на 2001 рік, %
| №  | Національність | Кількість осіб | Відсоток до загальної кількості |
| -- | -------------- | -------------- | ------------------------------- |
| 1  | Українці       | 1 152 034      | 88,84%                          |
| 2  | Росіяни        | 121 655        | 9,38%                           |
| 3  | Білоруси       | 4 320          | 0,33%                           |
| 4  | Цигани         | 1 377          | 0,11%                           |
| 5  | Вірмени        | 1 183          | 0,09%                           |
| 6  | Молдовани      | 778            | 0,06%                           |
| 7  | Євреї          | 762            | 0,06%                           |
| 8  | Азербайджанці  | 569            | 0,04%                           |
| 9  | Татари         | 435            | 0,03%                           |
| 10 | Грузини        | 424            | 0,03%                           |
| 11 | Інші           | 13 226         | 1,02%                           |
|    | Разом          | 1 296 763      | 100%                            |

Національний склад районів та міст Сумської області за переписом 2001 року
|                          | українці | росіяни | білоруси |
| ------------------------ | -------- | ------- | -------- |
| Суми                     | 84,6     | 12,4    | 0,4      |
| Глухів                   | 90,8     | 8,4     | 0,2      |
| Конотоп                  | 90,1     | 8,3     | 0,4      |
| Лебедин                  | 92,9     | 6,3     | 0,3      |
| Охтирка                  | 87,9     | 8,2     | 0,5      |
| Ромни                    | 93,7     | 5,4     | 0,3      |
| Шостка                   | 86,7     | 9,2     | 0,3      |
| Білопільський район      | 93,1     | 5,6     | 0,3      |
| Буринський район         | 96,3     | 2,6     | 0,3      |
| Великописарівський район | 72,4     | 26,7    | 0,3      |
| Глухівський район        | 86,4     | 13,2    | 0,1      |
| Недригайлівський район   | 97,7     | 1,7     | 0,2      |
| Охтирський район         | 95,6     | 3,4     | 0,5      |
| Путивльський район       | 47,4     | 51,6    | 0,3      |
| Роменський район         | 97,2     | 2,1     | 0,2      |
| Середино-Будський район  | 89,3     | 9,9     | 0,3      |
| Конотопський район       | 97,0     | 2,1     | 0,3      |
| Краснопільський район    | 91,2     | 7,8     | 0,5      |
| Кролевецький район       | 95,6     | 3,6     | 0,1      |
| Лебединський район       | 95,6     | 3,6     | 0,3      |
| Липоводолинський район   | 97,4     | 1,8     | 0,1      |
| Сумський район           | 93,1     | 5,6     | 0,5      |
| Тростянецький район      | 84,8     | 13,9    | 0,4      |
| Шосткинський район       | 94,8     | 4,0     | 0,4      |
| Ямпільський район        | 92,4     | 6,6     | 0,4      |

## Мовний склад

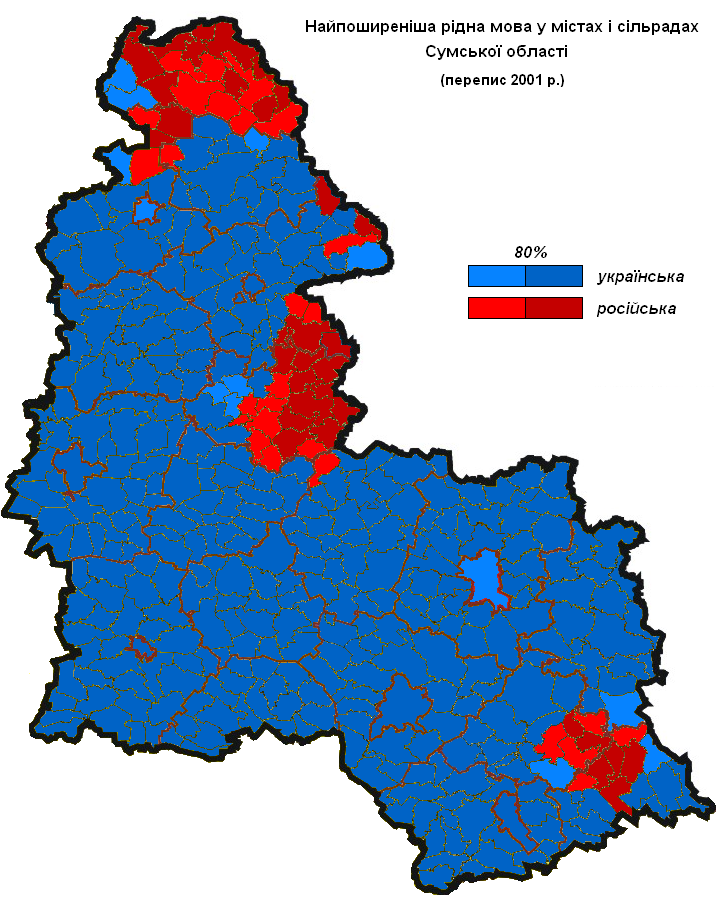
Найпоширеніша рідна мова у містах і сільрадах Сумської області за переписом 2001 р.

Українську мову вважали рідною 84% населення області, що на 5,9 відсоткового пункту більше, ніж за даними перепису 1989 року. Російську мову визнали як рідну 15,6%  населення, у порівнянні з минулим переписом населення цей показник знизився на 5,8 відсоткового пункту.  Частка інших мов, які були вказані як рідні, за міжпереписний період зменшилася на 0,1 відсоткового пункту і становила 0,4%.
Рідна мова населення області за результатами переписів, %
|            | 1959 | 1970 | 1989 | 2001 |
| ---------- | ---- | ---- | ---- | ---- |
| українська | 82,0 | 80,7 | 78,1 | 83,3 |
| російська  | 17,6 | 18,9 | 21,4 | 15,5 |
| інша       | 0,4  | 0,4  | 0,5  | 0,4  |

Рідна мова населення Сумської області за переписом 2001 р.
|                          | українська | російська | білоруська | циганська |
| ------------------------ | ---------- | --------- | ---------- | --------- |
| СУМСЬКА ОБЛАСТЬ          | 83,3       | 15,5      | 0,1        | 0,1       |
| м. СУМИ                  | 77,4       | 20,2      | 0,1        | 0,0       |
| м. ОХТИРКА               | 87,1       | 10,0      | 0,1        | 0,0       |
| м. ГЛУХІВ                | 83,3       | 16,4      | 0,1        | 0,1       |
| м. КОНОТОП               | 86,4       | 13,0      | 0,1        | 0,1       |
| м. ЛЕБЕДИН               | 93,3       | 6,5       | 0,1        | 0,0       |
| м. РОМНИ                 | 94,0       | 5,7       | 0,1        | -         |
| м. ШОСТКА                | 60,8       | 35,7      | 0,1        | 0,0       |
| ОХТИРСЬКИЙ РАЙОН         | 96,2       | 3,3       | 0,3        | 0,0       |
| БІЛОПІЛЬСЬКИЙ РАЙОН      | 93,8       | 5,4       | 0,2        | 0,3       |
| БУРИНСЬКИЙ РАЙОН         | 96,9       | 2,5       | 0,2        | 0,2       |
| ВЕЛИКОПИСАРІВСЬКИЙ РАЙОН | 72,6       | 27,0      | 0,1        | 0,0       |
| ГЛУХІВСЬКИЙ РАЙОН        | 78,1       | 21,7      | 0,0        | -         |
| КОНОТОПСЬКИЙ РАЙОН       | 97,4       | 2,2       | 0,1        | 0,1       |
| КРАСНОПІЛЬСЬКИЙ РАЙОН    | 93,0       | 6,5       | 0,3        | 0,0       |
| КРОЛЕВЕЦЬКИЙ РАЙОН       | 95,8       | 3,8       | 0,0        | -         |
| ЛЕБЕДИНСЬКИЙ РАЙОН       | 96,1       | 3,5       | 0,2        | -         |
| ЛИПОВОДОЛИНСЬКИЙ РАЙОН   | 97,7       | 1,9       | 0,0        | -         |
| НЕДРИГАЙЛІВСЬКИЙ РАЙОН   | 97,7       | 1,9       | 0,1        | -         |
| ПУТИВЛЬСЬКИЙ РАЙОН       | 38,7       | 61,0      | 0,1        | 0,0       |
| РОМЕНСЬКИЙ РАЙОН         | 97,6       | 2,0       | 0,1        | -         |
| СЕРЕДИНО-БУДСЬКИЙ РАЙОН  | 20,8       | 79,1      | 0,0        | -         |
| СУМСЬКИЙ РАЙОН           | 93,8       | 5,5       | 0,3        | 0,0       |
| ТРОСТЯНЕЦЬКИЙ РАЙОН      | 86,1       | 13,3      | 0,2        | 0,0       |
| ШОСТКИНСЬКИЙ РАЙОН       | 86,5       | 12,9      | 0,2        | 0,3       |
| ЯМПІЛЬСЬКИЙ РАЙОН        | 82,5       | 16,9      | 0,1        | 0,2       |

### Вільне володіння мовами
За даними Всеукраїнського перепису населення 2001 року, 95,69% мешканців Сумської області вказали вільне володіння українською мовою, а 67,92% - російською мовою. 97,91% мешканців Сумської області вказали вільне володіння мовою своєї національності.
Вільне володіння мовами найбільш чисельних національностей Сумської області за даними перепису населення 2001 р.
|           | своєї національності | українська | російська |
| --------- | -------------------- | ---------- | --------- |
| Українці  | 98,26%               |            | 64,72%    |
| Росіяни   | 97,82%               | 72,54%     |           |
| Білоруси  | 46,64%               | 75,79%     | 77,52%    |
| Цигани    | 63,69%               | 84,24%     | 52,07%    |
| Вірмени   | 72,10%               | 68,13%     | 82,92%    |
| Молдовани | 58,35%               | 82,78%     | 70,69%    |
| Євреї     | 4,33%                | 87,40%     | 93,96%    |

## Місце народження
За переписом 2001 року 92,2% населення Сумської області народилися на території України (УРСР), 7,2% населення — на території інших держав (зокрема 5,4% — на території Росії), 0,6% населення не вказали місце народження. 83,1% населення народилися на території Сумської області, 9,1% — у інших регіонах України.
Питома вага уродженців різних регіонів України у населенні Сумської області за переписом 2001 року:
| уродженців області | кількість | частка у населенні |
| Сумської           | 1078197   | 83,1               |
| Чернігівської      | 24110     | 1,9                |
| Харківської        | 12850     | 1,0                |
| Полтавської        | 11705     | 0,9                |
| Донецької          | 10830     | 0,8                |
| Луганської         | 5580      | 0,4                |
| Житомирської       | 4862      | 0,4                |
| Київської          | 4718      | 0,4                |
| Закарпатської      | 4007      | 0,3                |
| Дніпропетровської  | 3911      | 0,3                |
| АР Крим            | 3800      | 0,3                |
| Вінницької         | 3718      | 0,3                |
| Рівненської        | 2917      | 0,2                |
| Хмельницької       | 2882      | 0,2                |
| Черкаської         | 2563      | 0,2                |
| Львівської         | 2410      | 0,2                |
| м. Києва           | 2201      | 0,2                |
| Кіровоградської    | 2066      | 0,2                |
| Запорізької        | 1989      | 0,2                |
| Одеської           | 1987      | 0,2                |
| Волинської         | 1609      | 0,1                |
| Івано-Франківської | 1553      | 0,1                |
| Херсонської        | 1444      | 0,1                |
| Миколаївської      | 1282      | 0,1                |
| Тернопільської     | 1224      | 0,1                |
| Чернівецької       | 604       | 0,0                |
| Севастополя        | 269       | 0,0                |

## Зайнятість населення
Сфери зайнятості населення області за переписом 2001 року
| сфера діяльності                                                                 | кількість зайнятих | частка |
| -------------------------------------------------------------------------------- | ------------------ | ------ |
| Сільське господарство, мисливство та лісове господарство                         | 109 158            | 24,3%  |
| Обробна промисловість                                                            | 98 679             | 22,0%  |
| Оптова та роздрібна торгівля; торгівля транспортними засобами; послуги з ремонту | 44 434             | 9,9%   |
| Освіта                                                                           | 39 417             | 8,8%   |
| Охорона здоров'я та соціальна допомога                                           | 31 352             | 7,0%   |
| Державне управління                                                              | 27 615             | 6,1%   |
| Транспорт і зв'язок                                                              | 26 502             | 5,9%   |
| Будівництво                                                                      | 18 427             | 4,1%   |
| Виробництво електроенергії, газу та води                                         | 13 223             | 2,9%   |
| Операції з нерухомістю, здавання під найм та послуги юридичним особам            | 12 290             | 2,7%   |
| Колективні, громадські та особисті послуги                                       | 10 866             | 2,4%   |
| Готелі та ресторани                                                              | 7 112              | 1,6%   |
| Добувна промисловість                                                            | 4 440              | 1,0%   |
| Фінансова діяльність                                                             | 3 697              | 0,8%   |
| Неточно вказали або не вказали вид діяльності                                    | 1 530              | 0,3%   |
| Послуги домашньої прислуги                                                       | 485                | 0,1%   |
| Рибне господарство                                                               | 261                | 0,1%   |
| Всього зайнятих економічною діяльністю                                           | 449 488            | 100,0% |